# Берри, Жиль де Бувье

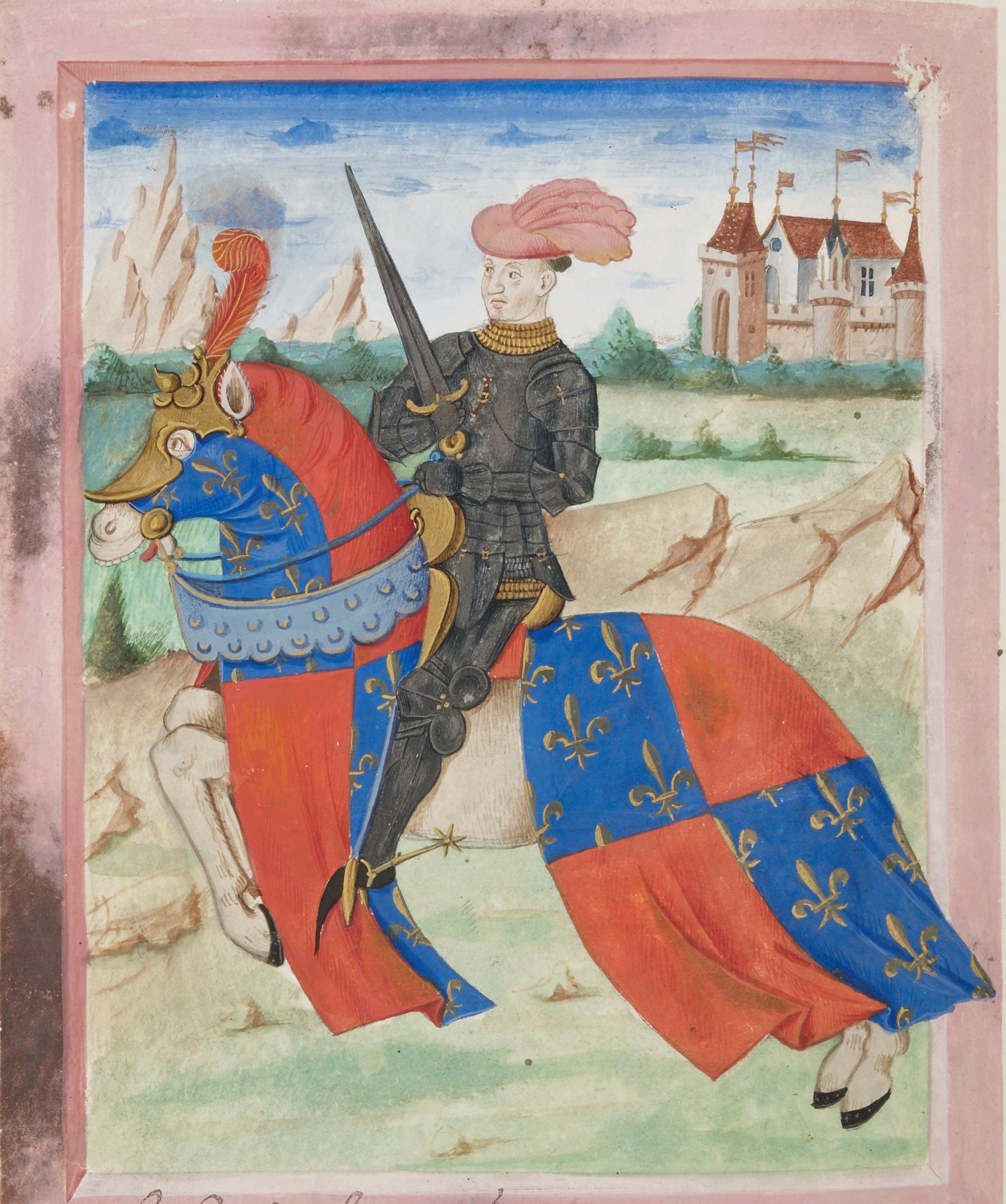
Коннетабль Франции Карл д’Альбре. Миниатюра из гербовника Жиля де Бувье (1455)

Жиль де Бувье Берри (фр. Gilles de Bouvier Berry, Gilles le Bouvier, dit Berry; около 1386, Бурж — не ранее 1455, 1456 или 1460) — французский хронист, гербовед и дипломат, гербовый король Франции, один из летописцев заключительного периода Столетней войны.

## Биография

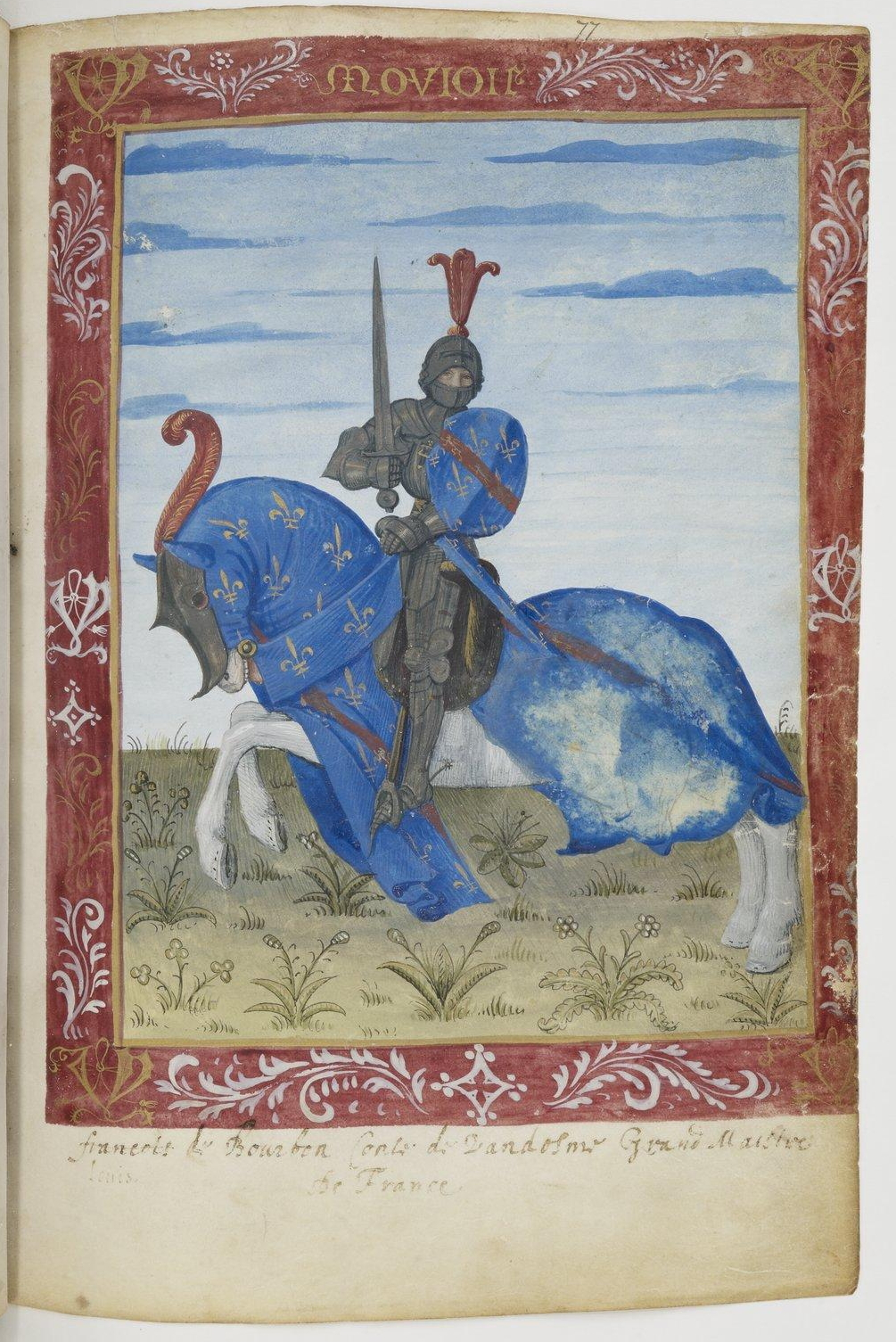
Жан VIII, граф Вандома. Миниатюра Жана Фуке из гербовника Жиля де Бувье (1455)

Уроженец Берри, он объявился впервые в Париже в 1402 году. В 1420 году стал герольдом дофина Карла, а спустя год герольдмейстером (фр. roi d’armes) Беррийского герцогства, откуда и получил своё прозвание Герольд Берри (фр. Héraut Berry). С 1425 года находился при дворе герцога Бретани Жана V, для подготовки заключения им в Сомюре договора с Карлом VII. 
Особенности службы позволяли ему заводить знакомство с выдающимися современниками и становиться свидетелем многих важных исторических событий. Так, Берри присутствовал при короновании Карла VII 17 июля 1429 года, а также при его торжественном въезде в Париж 12 ноября 1437 года, и служил в войске вместе с Жанной д’Арк вплоть до её пленения в Компьене. В 1448 году он сопровождал королевского советника Жака Кёра в дипломатической поездке в Рим, а в апреле 1450 году, возможно, являлся очевидцем исторического сражения при Форминьи. В 1451 году он занял должность главного герольдмейстера, или гербового короля Франции (фр. Roi d'armes des Français). 
В течение своей жизни Жиль де Бувье объехал большую часть Франции, восстанавливая городские гербы и геральдические книги, утерянные или уничтоженные во время войны, и, таким образом, имел случай ближе ознакомиться с историей страны. В 1438—1441 годах он также побывал в Турции и в Армении, в 1443 году в Чехии, в 1445 году в Люксембурге, в 1448—1450 годах в Ирландии, в 1450 году в Брюсселе (Брабант) и в Меце (Лотарингия), а в 1451-м — в Гиени.
Последние упоминания о нём в документах относятся к 1454 году, однако, поскольку хроника его доведена до 1455-го, принято считать, что он умер не ранее последней даты, вероятно, от остановки сердца.

## Сочинения
Главным трудов его стали «Хроники короля Карла VII» (фр. Les cronicques du roy Charles) на среднефранцузском языке, охватывающие события с 1402 по 1455 год, но затем дополнена сначала до 1459-го, а затем до 1461 года анонимными продолжателями. Невзирая на свой панегирический характер, они содержат немало ценной информации, особенно в отношении событий военных. Официозный характер их исключает, однако, рассмотрения пикантных моментов правления, так, например, в них ни разу не упоминается королевская фаворитка Агнесса Сорель. Основными источниками для них послужили «Большие французские хроники», а также личные воспоминания автора и устные рассказы его современников. 
«Хроники» Жиля де Бувье сохранились в 21 рукописи XV—XVI веков, почти все из них находятся в собраниях Национальной библиотеки Франции, и лишь одна — в библиотеке замка Шантийи. При этом ранняя, авторская версия представлена единственной Парижской рукописью MS fr. 2860, остальные же 20 содержат версию отредактированную. Впервые «Хроники» частично напечатаны были в Париже в 1528 году издателем Франсуа Реньо, и в 1598 году переизданы в Невере, причём первые издатели ошибочно приписывали их Алену Шартье. Лишь в 1617 году королевский историограф Андре Дюшен выпустил более полное издание хроник, окончательно доказав авторство Жиля де Бувье, а в 1661 году они включены были историком Дени Годфруа в сборник «Histoire de Charles VII. Roy de France», вместе с хрониками Жана Шартье и Матьё д’Эскуши. 
Из других исторических трудов Жиля де Бувье известны: «La Chronique de Normandie, depuis Rou, premier duc de Normandie, jusqu’en 1220», «Le Recouvrement de la Normandie», «La Description de la France», а также краткая «Histoire de Richard II» (1441), сохранившаяся в рукописи из Национальной библиотеки Франции (MS fr. 5028).
Его обстоятельный гербовник «L’Armorial ou le Registre de Noblesse» представляет собой датированную 1455 годом иллюминированную рукопись (BnF MS fr. 4985), которая содержит 1953 герба, как французских, так и иностранных, а также красочные миниатюры, изображающие знатных феодалов того времени, включая короля Франции, принцев крови, герцогов и графов. На трёх последних миниатюрах представлены по тройкам Девять достойных: Гектор, Александр и Цезарь, Иисус Навин, Давид и Иуда Маккавей, король Артур, Карл Великий и Готфрид Бульонский. Гербовник де Бувье опубликован был в 1866 году в Париже историком-архивистом Огюстом Валле-Виривиллем. 
Его заграничные путешествия нашли своё отражение в «Книге описания стран» (фр. Le Livre de la Description des pays), опубликованной в 1908 году в Париже французским антропологом и этнографом Эрнестом Теодором Ами.
В 1863 году в Лондоне увидел свет комментированный английский перевод его «Le Recouvrement de la Normandie», подготовленный к печати историком-архивистом Джозефом Стивенсоном вместе с хроникой Робера Блонделя.